# Henri Isemborghs
Henri Isemborghs (30 de gener de 1914 - 9 de març de 1973) fou un futbolista belga.

## Selecció de Bèlgica
Va formar part de l'equip belga a la Copa del Món de 1938. Fou jugador del Royal Beerschot AC.